# Rödgölen, Småland
Rödgölen är en sjö i Emmaboda kommun i Småland och ingår i Lyckebyåns huvudavrinningsområde.